# 三木竜二

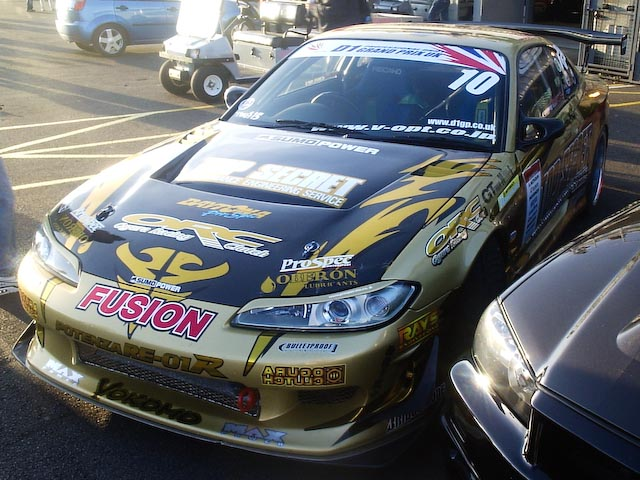
三木竜二

三木 竜二（みき りゅうじ、1975年6月14日 - ）は、鳥取県出身のD1グランプリに参戦していた元レーサー。

## 来歴
D1グランプリに初年度の2001年第3戦備北から参戦を開始した。
2001年はプライベーターとしてS14シルビアで3戦に出場し、2回の入賞を得てシリーズ21位となった。翌2002年に上京してチューニングショップのトップシークレットに就職し、S15シルビアに乗り換えた。シリーズ7戦中3戦で予選不通過となったものの第2戦エビスで8位に入り、シリーズ28位となった。
2003年は第2戦備北で5位に入るなど3回の入賞を得てシリーズ13位となり、2004年の開幕前にお台場で開催されたプレシーズンマッチで準優勝した。第2戦SUGOでは初の公式戦準決勝に進出し4位、第3戦エビスも続けて準決勝に進出したが、日比野哲也との対決でコーナーをオーバーランし、土手にヒットしてクラッシュ。このクラッシュ直後は車内から動けず、マシンを大人数に押し出される形で退場した。しかし、続く第4戦オートポリスでは3位、第5戦お台場で初優勝を遂げた。第6戦エビスでも決勝まで進出し準優勝となったが、ポイントリーダーの谷口信輝が、新車のアルテッツァのマシントラブルにより単走1回戦で敗退したことからランキングトップに浮上した。最終戦筑波で谷口の追走1回戦敗退により2004年のシリーズチャンピオンを獲得した。
2005年からは小倉クラッチ（ORC）のZ33フェアレディZにマシンをチェンジした。開幕戦アーウィンデールがほぼ初乗りだったことや、シルビアよりも車重のあるZのマシンハンデに苦しみ、ランキング16位に終わった。しかし、イギリスのシルバーストン・サーキットで初開催されたD1エキシビジョンマッチでは、前年のチャンピオンマシンであるトップシークレットのシルビアで参戦し、優勝を果たした。また、坂東商会からネッツカップアルテッツァシリーズにもスポット参戦した。また、当時芸能人のヒロミの運転手もしていた。
2006年シーズンはD1・アルテッツァレース共に不参加となった。ドリフト・ラジコンドリフトのイベントに精力的にゲスト出演し、ラジコン雑誌にコラムを執筆している。7月8日にトップシークレットを退社し、その後は飲食店に勤務しながらD1グランプリへの参戦を計画していた。
2007年より、アメリカのドリフトイベントであるフォーミュラ・ドリフトにチームアペックスUSAのFD3S型RX-7でフル参戦。
2009年も引き続きフォーミュラ・ドリフトに参戦した他、チームR・Y・OのS14シルビアでD1グランプリに第7戦の富士から約3年ぶりに復帰。以後2012年まで不定期にスポット参戦。
2013年、チームギルドワンのS15シルビアでD1グランプリに8年ぶりにフル参戦する事が発表された。
2015年はRYO JAPANより180SXでスポット参戦、2016年はR Magicに移籍してRX-7（FD3S）で参戦した。
2017年以降はD1GPなどの大会に参戦していない。2018年、自身のFacebookにて、2016年をもって現役引退したことを明かした